# Ел Бухајрат
Ел Бухајрат или Језера (енгл. Lakes и арап. البحيرات) је био један од четири вилајета у регији Бахр ел Газал у Јужном Судану, а након 2011. и независности Јужног Судана држава.
Ел Бухајрат је престао да постоји 2015, када је Јужни Судан подељен на 28 нових држава.

## Одлике
Налазио се у југоисточном делу регије Бахр ел Газал. Захватао је површину од 40.235 км², на којој је живело око 567.329 становника. Просечна густина насељености била је 14 стан./км². Главни град Ел Бухајрата био је Румбек.
Ел Бухајрат (Језера) је име добио по изузетно мочварном и језерском терену који га одликује.

## Подела
Ел Бухајрат био је подељен на осам округа:
- Централни Румбек
- Источни Румбек
- Северни Румбек
- Вулу
- Аверјар
- Куејбет
- Западни Јирол
- Источни Јирол